# SWR1 Pop & Poesie in Concert
SWR1 Pop & Poesie in Concert ist eine Musikveranstaltung mit Elementen aus Konzert, Comedy, Show und Theater, die von SWR1 Baden-Württemberg-Moderator Matthias Holtmann im Jahr 2008 ins Leben gerufen wurde.

## Geschichte
Erfunden wurde die Veranstaltung SWR1 Pop & Poesie in Concert im Jahr 2008 von dem ehemaligen Moderator Matthias Holtmann. Er brachte das Radioformat SWR1 Pop & Poesie in Baden-Württemberg auf die große Bühne.
2009 ging SWR1 Pop & Poesie in Concert das erste Mal auf Tour und startete einen Probelauf vor 50 Zuschauern im Sendesaal des SWR. Seitdem wird das Show-Programm in Baden-Württemberg von Freiburg bis Mannheim, von Karlsruhe bis Schwäbisch Gmünd und von Schopfheim bis Lauda-Königshofen gespielt. In den Jahren 2013, 2015 und 2018 wurden auf attraktiven, gutbesuchten Plätzen in Baden-Württemberg eine Sommer-Open-Air-Tour durchgeführt, die sich beim Publikum großer Beliebtheit erfreuten.
Heute (Stand ....) sorgt SWR1 Pop & Poesie in Concert in ganz Baden-Württemberg für ausverkaufte Hallen und Plätze. Seit 2012 treten die Ensemble-Mitglieder auf dem Stuttgarter SWR Sommerfestival vor etwa 5.000 Besuchern auf.

## Inhalt
SWR1 Pop & Poesie in Concert erzählt Geschichten zu den größten Hits aller Zeiten und deckt auf, was hinter den Songtexten steckt. Im Mittelpunkt steht die Show mit einem Konzert, bei dem ausgewählte Songs in eigenen Arrangements interpretiert werden. Die Pop- und Rock-Songs werden von den Schauspielern in der deutschen Übersetzung vorgetragen und in Szene gesetzt. Die Songs werden anschließend von der Band live gespielt.
Der besondere Reiz der Konzerte besteht nicht nur darin, die eigenen Lieblingssongs Wort für Wort zu verstehen, sondern vor allen Dingen in der Interaktion zwischen Ensemble und Publikum sowie in dem Geschehen auf der Bühne zwischen den Ensemblemitgliedern.
Bis Anfang 2023 hatte SWR1 Pop & Poesie in Concert etwa 200 der größten Hits aller Zeiten übersetzt und gespielt.

## Ensemble
Das Ensemble besteht aus Musikern, Sängern und Schauspielern. Zum Ensemble gehören Simone von Racknitz-Luick und Jochen Stöckle, die die deutschen Übersetzungen der zumeist englischen Songs präsentieren und szenisch umsetzen. Auch die Sängerin Britta Medeiros sowie der Sänger Dominik Steegmüller sind in das Bühnengeschehen eingebunden. Bandmitglieder von SWR1 Pop & Poesie in Concert sind der Pianist Peter Grabinger, der Gitarrist und Sänger Patrick Schwefel, der Bassist Michael Paucker, der Leadgitarrist Klaus-Peter Schöpfer und der Schlagzeuger Carl-Michael Grabinger. Der ehemalige SWR1 Moderator Matthias Holtmann unterhält das Publikum mit seinem musikalischen Fachwissen sowie Anekdoten aus dem Rock´n Roll-Business.
Der SWR1 Moderator Jochen Stöckle ist für die künstlerische Leitung verantwortlich und führt durch das Programm. Musical Director ist Peter Grabinger.

## Staffeln
In der Regel laufen die Staffeln von SWR1 Pop & Poesie in Concert zwei Jahre lang, sie werden manchmal unterbrochen von einem Best-of-Programm. Bisher liefen folgende Staffeln:
- Erste Staffel: Summer of ’69 (2008–2009)
- Zweite Staffel: Bohemian Rhapsody (2010–2011)
- Dritte Staffel: Stairway to Heaven (2012–2013)
- Vierte Staffel: Wish You Were Here (2014–2015)
- Fünfte Staffel: Feelin’ Alright (2016–2018)
- Sechste Staffel: In the Air Tonight (2020–2022)
- Siebte Staffel: 80er-Show (2023–2024)[7]